# Phùng Tiểu Thanh
Phùng Tiểu Thanh (tiếng Trung: 馮小青, 1594-1612), hay Văn Cơ, Huyền Huyền là một người con gái tài sắc vẹn toàn song lại có cuộc đời lận đận và qua đời khi mới 18 tuổi, thương cảm với số phận của bà, nhà thơ Nguyễn Du đã sáng tác bài thơ Độc Tiểu Thanh ký.
Bà là vợ lẽ của Phùng Sinh, vì cùng họ với chồng nên chỉ thường được gọi là Tiểu Thanh. Những bài thơ còn sót lại của bà sau khi bà mất được người sưu tầm lại đóng thành sách, đặt tên là Phần dư.

## Tiểu sử
Phùng Tiểu Thanh, tên Văn Cơ, người Quảng Lăng, tỉnh Giang Tô, Trung Quốc, con nhà gia thế, tên chữ là Phùng Huyền Huyền. Vốn thông minh nên từ nhỏ nàng đã thông hiểu các môn nghệ thuật cầm kì thi họa, lại có phong tư lộng lẫy hơn người. Năm lên 10, đang chơi ở ngõ, chợt có một bà sư già từ thành Phù Dung tới Châu Dương đi ngang qua đấy, nhìn thấy cô bé Tiểu Thanh, bất giác kinh ngạc nói với người nhà họ Phùng:
– Con cái nhà ai thế này! Sắc sảo xinh đẹp thì khỏi phải nói. Tiếc một điều bạc mệnh quá. Nếu gia đình bằng lòng cho đi với tôi, có thể sống được ngoài ba chục tuổi.
Người nhà bực mình nói:
– Nếu chỉ cần sống đến ba chục tuổi thì ai chẳng làm được, cần gì một vị sư già như bà?
Bà sư ôn tồn nói:
– Mọi người không tin tôi thì tùy, những xin đừng cho cháu học chữ nghĩa.
Người nhà cười bảo:
– Ở đời bao nhiêu người đọc sách viết thơ, chả nhẽ họ cũng đoản mệnh cả sao?
Vị sư già biết không khuyên được bèn đi ngay.
Lúc ấy, ở Quảng Lăng, phụ nữ đều ham biết chữ thạo nghề. Mẹ Tiểu Thanh vốn là nữ nghệ nhân có nhiều người theo học. Tiểu Thanh thường theo mẹ đi tới các gia đình. Vẻ xinh đẹp, tài ứng đối của nàng làm cho nhiều người khâm phục. Năm 16 tuổi lấy Phùng Sinh. Phùng Sinh là công tử giàu sang ham mê người đẹp, nhưng vợ cả lại rất ghen. Đồng ý cho chàng được lấy thiếp, nhưng không được ở gần. một tháng chỉ được gặp nhau hai lần. Khi Phùng đến Quảng Lăng, nghe tiếng Tiểu Thanh, trong lòng mê mẩn ngay, nhờ người hỏi giúp. Mẹ nàng ham vàng bạc nhiều, nên nhận lời gả. Tiểu Thanh biết chuyện, nước mắt giàn giụa nói với mẹ:
– Lấy chồng xa xôi ngàn dặm thế này, thì mẹ con ta lúc sống cũng không mong gặp nhau. Quả là bạc mệnh thật.
Phùng Sinh theo lời vợ cả, vội vàng đưa Tiểu Thanh về nhà. Vợ cả thấy nàng quá xinh đẹp, nên càng ghen tức. Tiểu Thanh cố ý phục tùng ngoan ngoãn, thì vợ cả lại càng cho là nàng có âm mưu xấu xa. Thế là cấm chỉ không cho chồng được nói chuyện riêng với Tiểu Thanh. Đồ son phấn của nàng bị vứt bỏ hết, sách vở của nàng cũng bị đem đốt.
Họ Phùng không biết làm thế nào, đến nhờ cầu cứu người bà con là Dương phu nhân, nhờ đến khuyên giải hộ. Dương phu nhân tới nơi, biết là bậc hiền nữ, song không tài nào làm vơi bớt nỗi ghen tuông của vợ cả. Dương phu nhân bèn rủ người vợ cả đi xem hội. Người vợ cả bắt Tiểu Thanh đi theo. Khi lễ pho tượng Đại sĩ, vợ cả hỏi Tiểu Thanh:
– Tại sao trong chùa nhiều tượng phật, mà người ta lại lễ pho tượng này nhiều hơn?
Tiểu Thanh thưa:
– Vì đức phật ấy trông rất nhân từ hiền lành.
Vợ cả cho Tiểu Thanh là có ý nói châm chọc mình, bèn cười nhạt rồi bảo:
– Thôi được, thế ta cũng sẽ từ bi với mi, mi có bằng lòng không?
Dương phu nhân thừa dịp này nói với vợ cả:
– Nhà chị cũng có một ngôi chùa trên đảo Mai, sao không cho Tiểu Thanh ra đó ở, để đỡ cảnh chướng tai gai mắt hàng ngày?
Người vợ cả thuận ý làm theo.
Khi về tới nhà trông thấy Phùng Sinh, Tiểu Thanh toan lánh mặt. Mụ cả sẵng giọng:
– Đây là nhà của ta, mi không lánh đi được chỗ nào. Ta có một nơi rất hợp với mi là đảo Mai, cảnh vật tĩnh mịch, rất hợp với tính tình của mi. Ta sẽ cho mi ra đó, ví như công tử có thỉnh thoang ra đó thì cũng không làm vướng mắt ta. Nhưng có ba điều mi phải làm theo. một là không có lệnh của ta thì công tử có đến cũng không được gặp mặt. hai là không có lệnh của ta mà công tử có thư từ đến cũng không được nhận. Ba là muốn gửi thư từ gì cho công tử phải để ta xem trước. Không giữ đúng thế thì đừng có trách ta.
Tiểu Thanh vâng dạ, nhận hết. Có lần Dương phu nhân khuyên nàng bỏ đi, và bà sẽ tìm cách giúp đỡ. Tiểu Thanh cảm ơn và từ chối. Rồi nàng kể chuyện vị lão sư xem bói khi còn nhỏ cho Dương phu nhân nghe. Nàng nói:
– Số mệnh đã định sẵn rồi.
Dương phu nhân đành chịu, chỉ dặn nàng có cần gì cứ gọi bà, và bà cho Tiểu Thanh mượn sách để tiêu sầu. Lần đó hai người giàn giụa nước mắt chia tay nhau.
Ở Dư Mai (đảo Mai) có lần đọc chuyện “Mẫu đơn đình” do bà Dương cho mượn, Tiểu Thanh viết bốn câu thơ như sau:
Lãnh ngữ u song bất khả thính
Khiêu lăng nhần khán Mẫu đơn đình
Nhân gian diệc hữu thương vu ngã
Bất độc thương tâm thị Tiểu Thanh.
Tạm dịch:
Lời lạnh song sâu chẳng được rành
Khêu đèn buồn đọc mẫu đơn đình
Cõi đời cũng có người oan trái
Chả cứ đau lòng một Tiểu Thanh.
Từ đó, mỗi khi u uất, nàng lại giải sầu bằng thơ văn. Có lần nàng viết một bài từ có tên là “tiên trên trời” như sau:
Văn Cơ viễn giá Chiêu Quân tái
Tiểu Thanh tục phong lưu thái
Dã khuy nhất trận hắc cường phong
Hỏa luân hạ
Trừu thân khoái
Đơn đơn lánh lánh thanh lương giới
Nguyên bất thị uyên nhất phái
Hữu toán tố tương tư nhất khai
Tự tư tự giải thương lường
Tâm khả tại
Hồn khả tại
Trước sam hạn nẫm quần song đới
Tạm dịch:
Văn Cơ lấy chồng xa
Chiêu Quân ra cửa ải
Món nợ phong lưu Tiểu Thanh giờ mắc lại
một lần giông bão trời tối tăm
Vòng xe lửa hồng
Cố thoát ra nổi
Ngày đêm quạnh hiu cùng trơ trọi
Vốn không uyên ương duyên mất mối
Thôi đừng tương tư cho khổ nỗi
Tự suy, tự nghĩ, tự lo toan
Tâm còn mãi?
Hồn còn mãi?
Khoác vạt áo dài thắt chặt dải
Mỗi khi viết thư từ, nàng thường gửi cho Dương phu nhân, nhưng sau này Dương phu nhân cũng theo chồng đến làm quan ở nơi xa xôi, từ đó hai người không còn trao đổi văn chương nữa.
Nàng có tự vẽ một bức tranh, và vẽ vào quạt. Nhưng cất rất kín, không cho ai xem. Cứ chiều tối mờ, ra bờ hồ ngồi, lẩm nhẩm một mình…và lại viết một bài thơ.
Có một bài thơ như sau:
Tân trang cảnh dữ họa đồ tranh
Tự tại Chiêu Dương đệ kỷ danh
Sấu ảnh tự lân xuân thủy chiếu
Kham tu lân ngã ngã lân khanh
Tạm dịch:
Vẻ xinh xinh đẹp khó chia rành
Hẳn chốn Chiêu Dương chỗ đã đành
Soi nước xuân thương gầy vóc dáng
Thương nhau đây đấy vẫn ta mình
Từ đấy uất ức thành bệnh, như vậy hơn một năm, càng ốm nặng hơn. Người vợ cả nghe tin mừng rỡ, cho mời thầy lang đến xem mạch, cho con hầu mang thuốc tới. Tiểu Thanh cảm ơn, rồi hắt thuốc đi, cười nói một mình:
– Ta vốn không thiết sống, cũng nên đem tấm thân trong trắng về cõi phật…Cần gì đến thuốc thang của nhà ngươi?
Khi biết bệnh tình khó qua, nàng viết cho Dương phu nhân một bức thư.
Viết xong thì bệnh càng nặng, không cơm cháo gì, mỗi ngày chỉ uống một chén nước lê. Nhưng đầu tóc, quần áo không hề bù rối, nhếch nhác.
Một hôm nàng nói với bà già giúp việc nhờ nói với chồng tìm một người thợ vẽ giỏi, nhờ vẽ cho một bức chân dung. Vì không nhân dịp này lưu lại chút hình dung, thì không còn lúc nào nữa.
Họa sĩ tới, vẽ xong, nàng ngắm một lúc rồi nói:
– Chỉ mới đúng hình ngoài, nhưng chưa tả được cái “thần”, nhờ thầy vẽ giùm bức thứ hai.
Họa sĩ lại vẽ bức khác. Tiểu Thanh xem xong lại nói:
– “Thần” đã có, song chưa sống động. Điều đó chắc do tôi hẳn còn chưa tự nhiên.
Nói rồi nàng cùng bà già sắp xếp dọn dẹp và sửa soạn quần áo,cười nói thoải mái. Họa sĩ vẽ xong, Tiểu Thanh nhìn rồi vui cười nói:
– Bây giờ thì đạt rồi! Cám ơn thầy.
Họa sĩ đi rồi, nàng nâng bức tranh đó lên đầu giường, rồi rót rượu thắp hương, tự khấn vái:
– Tiểu Thanh! Tiểu Thanh! Duyên phận nhà ngươi cũng thế sao?
Nói xong khóc ngất. Bà bõ lay mãi mới tỉnh. Nàng bèn lấy một phong thư nhờ bà bõ chuyển cho Dương phu nhân, sau đó chỉ bức tranh và dặn: “Bức tranh này nhờ bà cố giữ gìn cho thật tốt. Cháu có ít đồ nữ trang, xin tặng lại cho các chị nhà bà”.
Khi mất, Tiểu Thanh mới 18 tuổi. Công tử họ Phùng được tin, lảo đảo đi tới, nhìn thấy bức tranh trông giống như người còn sống, chỉ không nói cười mà thôi. Họ Phùng gào lên thổ hơn đấu huyết… Lục cuốn thơ văn, đọc ra một bài gửi Dương phu nhân như sau:
Bách kết hồi trường tả lệ ngân
Trùng lai duy hữu cựu chu môn
Tịch dương nhất phiến đào hoa ảnh
Tri thị đình đình Thiển nữ hồn
Xem xong công tử họ Phùng gào to:
– Ta phụ nàng rồi! Ta phụ nàng rồi!
Người vợ cả biết chuyện, tức uất sai tìm bức tranh (thứ nhất) đốt ngay, lại bắt chồng đưa cuốn thi tập của Tiểu Thanh để đem hủy đi, may mắn còn bức tranh thứ hai và một số bài sót lại. Người ta cho khắc in số thơ đó, đặt là Phần dư tập. Những lời vĩnh biệt của nàng gửi cho phu quân:
Bức thư gửi phu quân viết rằng:
"Huyền Huyền cúi đầu xin dốc cả bầu tâm huyết gửi tới phu quân.
Từ lúc dự tiệc ở ngoài thành để tiễn phu quân đi đến miền quan ải tới nay, thiếp và phu quân xa cách nhau như kẻ trên trời người dưới đất. Nơi cửa quan, lúc thời tiết đẹp, hẳn phu quân cũng không đến nỗi cô đơn. Tình cảm thiếp luôn thiết tha hướng về phu quân, ngước trông như thấy đám mây từ bi trước mặt, được phu quân chia nồng sẻ lạnh, thiếp thấy như đang nép dưới gối bố mẹ. Dù thân phận có thành trăm mảnh cũng chưa đủ đền đáp.
Nhớ đêm nguyên tiêu năm nào ở lầu phía nam, xem đèn hoa, dì chỉ vào hình cô gái đứng tựa lan can trên bức bình phong rồi nói, cô gái gửi tâm tư vào cõi mông lung kia, có lẽ là Tiểu Thanh đó chăng? Hôm đó vui đủ các trò chơi, cười đùa thâu đêm, ai ngờ gió thổi mây tan, mỗi người một phương như ngày nay.
Chiếc thuyền xưa đã đưa phu quân vượt sóng lên ải bắc, chỉ còn một cành cây gẫy ở lầu nam. Mỗi độ thu buồn, tiếng địch từ xa vọng tới, nghe tiếng mưa rơi bên ngọn đèn cô quạnh, mưa tạnh địch ngừng, lại nghe tiếng gió qua thông rền rĩ. Mặc áo lụa mỏng mà cảm thấy làn da như bị chèn ép, soi gương không bao giờ thấy hình bóng khuôn mặt khô. Mảnh thân gầy nay cơ hồ không thể chống chọi được nữa. Tình ý rối bời. Mẹ già và em dại ở cách phương trời, bặt vô âm tín. Ôi, đã không còn biết sống là lạc thú thì sao còn biết chết là đau thương? Đâu phải là không biết oán hận cuộc đời ngắn ngủi và muốn ở lại với đời thêm chút nữa? Song bẩm sinh đã quá thông minh sắc sảo, bỉ sắc tư phong. Từ ngày kết tóc xe tơ, đã chỉ có đêm không ngày. Không khí thê lương ở chốn dạ đài cũng có khác gì đâu. Hà tất phải như Tử Ngọc biến thành khói, vợ Hàn Bằng biến thành bướm mới gọi là chết?
Sau này phu quân có quay xe về nam và dừng lại nghỉ ở Dương Châu, nếu mẹ già của thiếp được phu quân hạ cố đến thăm và úy lão thì cũng như chính thiếp được ân huệ của phu quân vậy
Dì Tần thật tội nghiệp, dám mong phu quân luôn thương yêu chăm sóc cho. Những tặng phẩm quý giá ngày xưa thiếp rất muốn được chôn theo cùng thiếp: áo thêu, trâm hoa quý báu,những thứ mà phu quân, vị cứu tinh của thiếp cho thiếp, có thể giúp thiếp vượt qua kiếp luân hồi, rửa sạch ác nghiệp. Dì Sáu qua đời trước, đang đợi thiếp, xuống đó thiếp không lo thiếu bạn.
Cuối thư xin dâng phu quân một bài tứ tuyệt. Đây là tiếng kêu lâm ly của con chim bé nhỏ. Tập thơ và bức chân dung của thiếp, thiếp nhờ má Trần cất hộ, khi có dịp gửi cho phu quân. Song tấm thân đã không thể bảo toàn thì làm gì những thứ vặt vãnh ấy.
Nếu có bao giờ phu quân đi thuyền ven đê, lên Cô Sơn thưởng mai hãy mở tung cửa lầu phía tây, hãy ngồi lên chiếc giường phủ bóng cây xanh của thiếp, phu quân sẽ mường tượng thấy hình bóng của thiếp, nghe tiếng nói của thiếp y như lúc bình sinh, sẽ thấy bức màn trống trải bay dập dờn lặng lẽ. Đây là thực chăng? Hư chăng? Hồn thiếp còn lởn vởn đâu đây chăng? Phu quân ơi. Âm dương ngăn cách, từ nay vĩnh biệt. Cổ tay trắng muốt, dung nhan như ngọc thế mà nay sắp hóa thành cát bụi. Nghĩ đến đó khóc than sao cho xiết."

## Phần dư tập
Những đoạn thơ còn sót lại: Có 9 bài tuyệt cú, một bài cổ thi, một bài từ, và bức thư gửi phu quân phần cuối có một bài tuyệt cú nữa, tổng cộng là 12 bài thơ và từ làm thành một tập đưa khắc in.
Trích:
"Huyền Huyền xin cúi đầu, cúi đầu lạy tạ.
Thắt ruột viết dòng thơ đẫm lệ
Ai về chỉ thấy cửa son xưa
Bóng nhỏ cành đào nương nắng xế
Hay hồn ta đó đứng chơ vơ..."

## Độc Tiểu Thanh Ký (Nguyễn Du)
Thương xót, đồng cảm với số phận của người con gái tài tình mà bạc mệnh, Nguyễn Du viết ra bài thơ này. Những người phụ nữ có tài có sắc nhưng đường đời truân chuyên bất hạnh cũng là cảm hứng lớn trong sáng tác của Nguyễn Du.
| 讀小青記 西湖花苑盡成墟 獨吊窗前一紙書 脂粉有神憐死後 文章無命累焚餘 古今恨事天難問 風韻奇冤我自居 不知三百餘年後 天下何人泣素如 | Độc Tiểu Thanh ký Tây hồ hoa uyển tẫn thành khư, Độc điếu song tiền nhất chỉ thư. Chi phấn hữu thần liên tử hậu, Văn chương vô mệnh lụy phần dư. Cổ kim hận sự thiên nan vấn, Phong vận kỳ oan ngã tự cư. Bất tri tam bách dư niên hậu, Thiên hạ hà nhân khấp Tố Như? | Đọc Tiểu Thanh ký Tây Hồ cảnh đẹp hóa gò hoang, Thổn thức bên song mảnh giấy tàn. Son phấn có thần chôn vẫn hận, Văn chương không mệnh đốt còn vương. Nỗi hờn kim cổ trời khôn hỏi, Cái án phong lưu khách tự mang. Chẳng biết ba trăm năm lẻ nữa, Người đời ai khóc Tố Như chăng ? | Đọc Tiểu Thanh ký Tây Hồ hoa uyển đã tàn hương, Lệ đẫm "phần dư" xót kiếp hường. Một nhánh thơm vùi đen phận số, Mấy tờ thơ sót bạc văn chương. Chuốt oan kim cổ ôm bi hận, Vay món phong tao trả đoạn trường. Nỗi Tố Như này ai thấu tỏ, Nghìn sau đời biết lấy ai thương. Bản dịch: Cao Xuyên |